# Hans Abrahamsson (ishockeycenter)
Hans Abrahamsson, född 31 oktober 1969, är en svensk journalist och före detta ishockeyspelare.
Abrahamsson nådde, efter spel i svenska division 1 med bland annat Mörrums GoIS, sina största framgångar som ishockeyspelare i Norge, där han representerade Vålerenga IF 1997-2002. Tre gånger blev han norsk mästare (1998, 1999 och 2001).
Efter spelarkarriären arbetar Abrahamsson som sportjournalist på Aftonbladet.